# 1569 w polityce
Wydarzenia polityczne w 1569 roku.

## Zmarli
- 17 marca Karol Krzysztof Podiebradowicz, książę ziębicki i oleśnicki[1].

## Wydarzenia w Polsce
- 1 lipca – zaprzysiężenie unii polsko-litewskiej, powstała Rzeczpospolita Obojga Narodów. Polska i Litwa stały się jednym państwem ze wspólnym sejmem i senatem.